# Kassia
Kassia, také Cassia, Kasia nebo Kassiani (řecky Κασσιανή, Κασ(σ)ία, Εικασία nebo Ικασία, kolem 810 Konstantinopol – kolem 865) byla byzantská básnířka a hudební skladatelka, nejstarší známá hudební skladatelka křesťanského světa. Pocházela z rodiny generála. Založila klášter, jehož byla abatyší, a zde se věnovala i umělecké tvorbě. Dochovalo se asi padesát jejích hymnů, některé z nichž se dnes používají v pravoslavné liturgii, a dále 789 veršů její poezie. Pravoslavní ji uctívají jako světici se svátkem 7. září.